# دهستان پوهالپا
دهستان پوهالپا (به لاتین: Pühalepa Parish) یک دهستان در استونی است که در شهرستان هیو واقع شده‌است.

## خصوصیات
دهستان پوهالپا ۲۵۵ کیلومترمربع مساحت و ۱٬۷۱۱ نفر جمعیت دارد.